# マックロード郡 (ミネソタ州)
マックロード郡（英: McLeod County）は、アメリカ合衆国ミネソタ州の中央部南に位置する郡である。2010年国勢調査での人口は36,651人であり、2000年の34,898人から9.0％増加した。郡庁所在地はグレンコー市（人口5,631人）であり、同郡で人口最大の都市はハッチンソン市（人口14,178人）である。

## 歴史
マックロード郡となった地域には数千年前からインディアンが住んでいた。ヨーロッパ人が接触した時はダコタ・スー族の領土だった。
マックロード郡はカナダ生まれの冒険家で、毛皮交易業者となり、後にはミネソタ準州の連邦議会代表（在任1849年-1856年）を務めたマーティン・マックロードに因んで名付けられた。マックロードは若い時の1836年にジェイムズ・ディクソンのレッド川遠征に加わった。その旅が「マーティン・マックロードの日記」に回想され、その原稿はミネソタ州歴史協会が所蔵している。
1862年のダコタ戦争のとき、郡内ではハッチンソンの包囲戦や、ブラウントン近くでは白人家族が殺されるなど幾つかの事件があった。またガイアー・ヒッチの誕生地でもある。ヒッチは一種の畜産を行ったが、これを動物虐待と見る者もいる。

## 地理
アメリカ合衆国国勢調査局に拠れば、郡域全面積は505.67平方マイル (1,309.7 km2)であり、このうち陸地491.91平方マイル (1,274.0 km2)、水域は13.76平方マイル (35.6 km2)で水域率は2.72％である。

### 湖
マックロード郡には52の湖があり、そのうち9つは隣接する郡に跨っている。

### 主要高規格道路
- アメリカ国道212号線
- ミネソタ州道7号線
- ミネソタ州道15号線
- ミネソタ州道22号線

### 隣接する郡
- ライト郡 - 北東
- カーバー郡 - 東
- シブリー郡 - 南
- レンビル郡 - 西
- ミーカー郡 - 北西

## 人口動態

人口ピラミッド

以下は2000年の国勢調査による人口統計データである。
| 基礎データ - 人口: 34,898人 - 世帯数: 13,449 世帯 - 家族数: 9,427 家族 - 人口密度: 27人/km2（71人/mi2） - 住居数: 14,087軒 - 住居密度: 11軒/km2（29軒/mi2） 人種別人口構成 - 白人: 96.62% - アフリカン・アメリカン: 0.22% - ネイティブ・アメリカン: 0.18% - アジア人: 0.56% - 太平洋諸島系: 0.07% - その他の人種: 1.79% - 混血: 0.58% - ヒスパニック・ラテン系: 3.63% 先祖による構成 - ドイツ系：57.5％ - ノルウェー系：8.5％ 年齢別人口構成 - 18歳未満: 27.7% - 18-24歳: 7.8% - 25-44歳: 29.3% - 45-64歳: 21.3% - 65歳以上: 13.9% - 年齢の中央値: 36歳 - 性比（女性100人あたり男性の人口） - 総人口: 98.4 - 18歳以上: 96.1 | 世帯と家族（対世帯数） - 18歳未満の子供がいる: 34.9% - 結婚・同居している夫婦: 59.2% - 未婚・離婚・死別女性が世帯主:7.3% - 非家族世帯: 29.9% - 単身世帯: 25.0% - 65歳以上の老人1人暮らし: 10.8% - 平均構成人数 - 世帯: 2.56人 - 家族: 3.08人 収入と家計 - 収入の中央値 - 世帯: 45,953米ドル - 家族: 55,003米ドル - 性別 - 男性: 35,709米ドル - 女性: 25,253米ドル - 人口1人あたり収入: 20,137米ドル - 貧困線以下 - 対人口: 4.8% - 対家族数: 2.8% - 18歳未満: 4.8% - 65歳以上: 8.1% |

## 都市と郡区
| 都市 | 郡区                                                                           | 郡区                                                                                       | 未編入の町                             |
| --- | ------------------------------------------------------------------------------ | ------------------------------------------------------------------------------------------ | -------------------------------------- |
| - ビスケイ - ブラウントン - グレンコー - 郡庁所在地 - ハッチンソン - レスタープレーリー - プラトー - シルバーレイク - ステュワート - ウィンステッド | - アコマ - バーゲン - コリンズ - グレンコー - ヘイル - ハッセンバレー - ヘレン | - ハッチンソン - リン - ペン - リッチバレー - ラウンドグローブ - サムター - ウィンステッド | - フェルナンド - シャーマン - サムター |